# Metagnoma singularis
Metagnoma singularis là một loài bọ cánh cứng trong họ Cerambycidae.